# USS Detroit (LCS-7)
El USS Detroit (LCS-7) es un buque de combate litoral de la clase Freedom de la Armada de los Estados Unidos.

## Construcción
Fue construido por el Marinette Marine Corp. (Wisconsin), siendo colocada su quilla en 2012. Fue botado su casco en 2014; y fue comisionado en septiembre de 2016. Fue asignado en el LCS Squadron Two, con apostadero en la base naval de Mayport (Jacksonville, Miami).
En marzo de 2022 la US Navy decidió retirar del servicio para 2023 a todos los buques de combate litoral de la clase Freedom con fin de ahorrar 3,6 de billones de dólares.